# (7108) Nefedov
(7108) Nefedov est un astéroïde de la ceinture principale.

## Description
(7108) Nefedov est un astéroïde de la ceinture principale. Il fut découvert le 2 septembre 1981 à Naoutchnyï par Nikolaï Tchernykh. Il présente une orbite caractérisée par un demi-grand axe de 2,97 UA, une excentricité de 0,19 et une inclinaison de 3,1° par rapport à l'écliptique.

## Compléments